# Giacomo Lercaro
Giacomo Lercaro (ur. 28 października 1891 w Quinto al Mare – zm. 18 października 1976 w Bolonii) – włoski duchowny katolicki, arcybiskup Bolonii i kardynał.

## Życiorys
Pochodził z rodziny marynarzy. Był ósmym z dziewięciorga rodzeństwa. Jego dwóch braci Amadeo i Attilio także byli księżmi. Ukończył seminarium w Genui i tam też 25 lipca 1914 przyjął święcenia kapłańskie z rąk arcybiskupa Ildefonsa Pisaniego. Studiował następnie w rzymskim Instytucie Biblijnym. Wrócił do Genui po wybuchu I wojny światowej. Pomagał walczącym jako kapelan. W latach 1918–1923 rektor seminarium genueńskiego. W 1927 został nauczycielem w liceum i był blisko ruchów młodzieżowych. Dał się wtedy poznać jako zwolennik pogodzenia katolickiej teologii z nowoczesną kulturą. Liberalne poglądy przedstawiał także dużo później, podczas Soboru watykańskiego II. 
31 stycznia 1947 otrzymał nominację na arcybiskupa Rawenny. Sakry udzielił mu arcybiskup Genui, przyszły kardynał, Giuseppe Siri. Po pięciu latach przeniesiony na metropolię Bolonia. W 1953 otrzymał kapelusz kardynalski. Brał udział w konklawe 1958 i 1963 roku. W czasie tego drugiego był jednym z papabile, ale jego nowatorskie poglądy nie podobały się większości elektorom. W czasie soboru zasiadał w radzie prezydenckiej. W latach 1966–1968 przewodniczący Rady, której zadaniem była reforma liturgiczna. Był jednym z architektów zmian mszalnych. W 1968 zrezygnował z powodu zaawansowanego wieku z pasterzowania archidiecezją i przeszedł na emeryturę. Zmarł w Bolonii, gdzie został też pochowany. Przy śmierci asystował mu jego brat ks. Attilio Lercaro.